# Sematophyllum uncinatum
Sematophyllum uncinatum är en bladmossart som beskrevs av Stone och G. A. M. Scott 1973 [1974. Sematophyllum uncinatum ingår i släktet Sematophyllum och familjen Sematophyllaceae. Inga underarter finns listade i Catalogue of Life.